# アレクサンドル・グルシコ

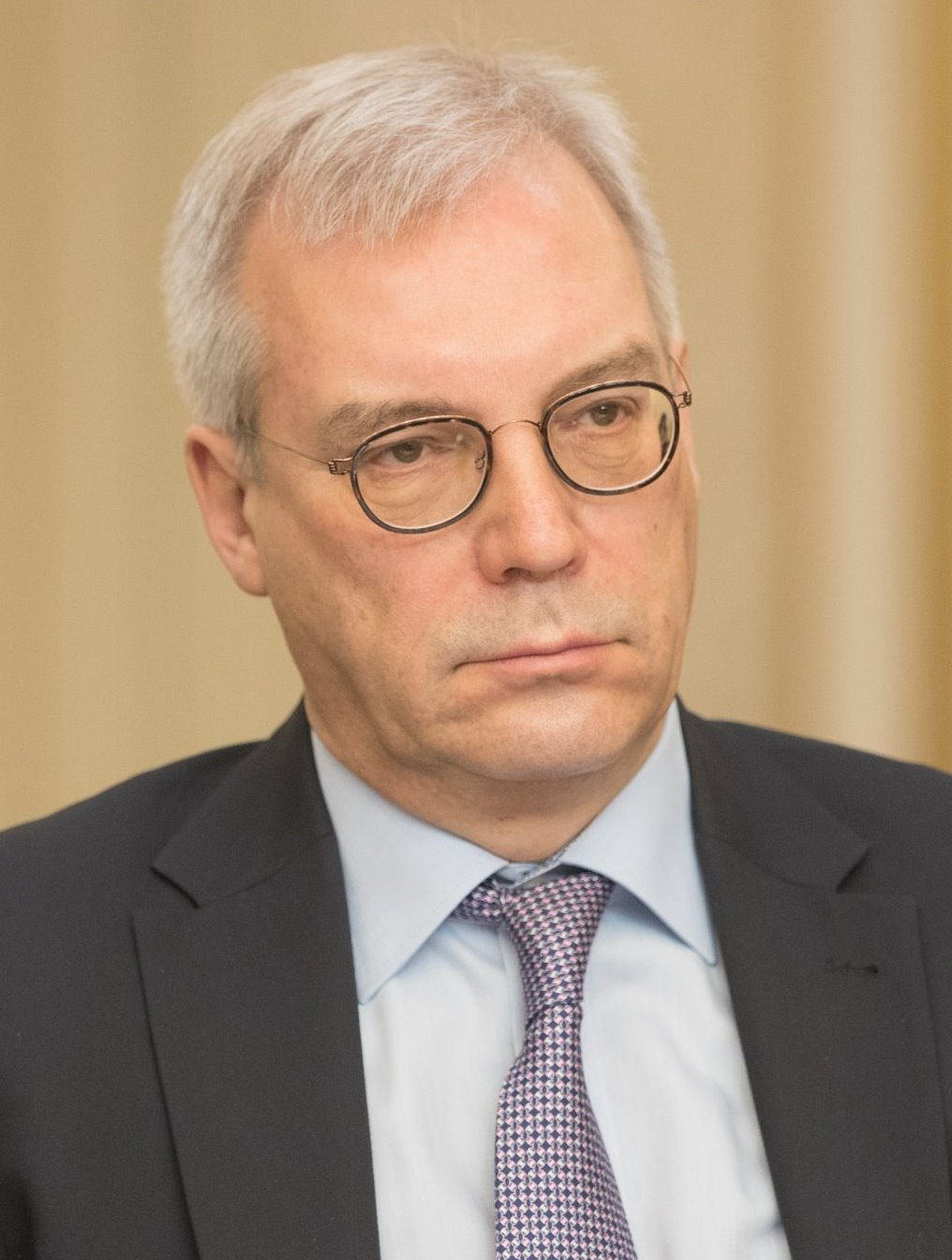
アレクサンドル・グルシコ

アレクサンドル・ヴィクトロヴィチ・グルシコ（ロシア語: Александр Викторович Грушко、ラテン文字転写の例：Alexandr Victorovich Grushko、1955年4月25日 - ）は、ロシアの外交官。2012年からロシア連邦NATO常任代表（大使）。父、ヴィクトル・グルシコはソ連軍中将。
1977年モスクワ国際関係大学を卒業する。同年ソ連外務省に入省。1995年安全保障・軍縮局長。1996年から2000年までウィーン軍縮会議ロシア代表。2001年外務省欧州協力局次長を経て、2002年同局長。2005年9月6日から2012年10月まで外務次官（欧州、NATO担当）。2010年10月からロシア連邦NATO（北大西洋条約機構）常任代表。オランダ語と英語に堪能である。